# USS Kentucky (BB-66)
USS Kentucky (BB-66) byla bitevní loď Námořnictva Spojených států amerických. Nejprve měla být tato loď druhou jednotkou třídy Montana, ale Američané potřebovali rychlé bitevní lodě, které by v boji doprovázely letadlové lodě třídy Essex, takže Kentucky byla přeřazena do třídy Iowa.

## Výzbroj
USS Kentucky měla být velmi dobře vyzbrojenou a rychlou bitevní lodí. Hlavní zbraňový systém měly tvořit tři trojité střelecké věže s 406mm děly Mk 7. Šrapnely pro děla Mk 7 vážily neuvěřitelných 1 200 kg. Sekundární zbraňový systém mělo tvořit deset 127mm dvojitých děl Mk 12. Protiletadlovou obranu mělo obstarávat osmdesát 40mm protiletadlových kanónů Bofors a čtyřicet devět 20mm protiletadlových kanónů Oerlikon. Kentucky měla nést také tři hydroplány Vought OS2U Kingfisher nebo plovákové letouny Curtiss SC Seahawk.